# ناخدا (فیلم)
ناخدا فیلمی به کارگردانی امیر شروان و نویسندگی احمد نجیب زاده محصول سال ۱۳۵۲ است.

## خلاصه داستان
ناخدا طاهر (ناصر ملک مطیعی) از مردم بندر در مقابل جور و اجحاف مسلم (احمد معینی) و دار و دسته‌اش حمایت می‌کند...

## بازیگران
- ناصر ملک مطیعی
- فروزان
- منوچهر وثوق
- شهناز
- علی بابا
- نوبهار
- علی دهقان
- فرهاد خوشبخت
- اکبر صادقی
- احمد معینی
- سرور رجایی
- ماشین چیان
- رحیم روشنیان